# Parmelian Prints of the High Sierras
Parmelian Prints of the High Sierras, em Português: Impressões Parmelianas das Altas Sierras, é um portfólio de 18 impressões fotográficas de gelatina de prata feitas por Ansel Adams em 1927. Foi a primeira publicação de um portfólio de suas impressões, produzida pouco depois de ele decidir se tornar um fotógrafo profissional, e desde então tem sido chamada de "uma obra de referência na fotografia do século XX".
Como membro do Sierra Club na década de 1920, Adams juntou-se às High Trips anuais de um mês do Club na Sierra, além de fazer várias viagens por conta própria. Durante essas viagens, ele capturou imagens em preto e branco de grande formato de muitas das características conhecidas da região, incluindo King's River Canyon, Muir Gorge, os pináculos nas cabeceiras do King's River, Monte Brewer, The Black Kaweah, Monte Ritter, os Minaretes, a área ao redor de South Fork de San Joaquin e Evolution Valley. A mais conhecida dessas imagens é a primeira obra-prima de Adams: Monolith, the Face of Half Dome. As fotos que ele tirou nessas viagens se tornaram o núcleo do portfólio de Impressões Parmelianas.
Segundo Adams, a ideia do portfólio veio de Albert Bender, um conhecido patrono da arte de São Francisco. No dia seguinte ao primeiro encontro com Adams em 1926, Bender se encontrou com ele no escritório de Bender e sugeriu que Adams criasse um portfólio que Bender apoiaria e ajudaria a vender. Bender ligou para seu amigo Jean Chambers Moore, um conhecido editor que concordou em supervisionar a produção do portfólio por meio da então altamente respeitada Grabhorn Press. Bender sugeriu imediatamente uma edição de 100 cópias, mais 10 cópias do artista, de 18 estampas cada. Em poucas horas, Bender vendeu 56 conjuntos da edição por telefone para seus amigos ricos antes que qualquer um deles conhecesse Adams ou visse como seria o portfólio.
O título do portfólio era problemático para Adams. O termo "parmelian" era uma palavra sem sentido inventada por Moore, que acreditava que chamá-los de "impressões fotográficas" não permitiria que fossem levados a sério como arte. Adams disse mais tarde: "Não estou orgulhoso de permitir essa violação de fé em meu meio."  Para aumentar seu desgosto, a palavra "Sierras" também estava errada. Segundo Adams, “O nome Sierra já está no plural. Adicionar um s é um pecado lingüístico, californiano e do montanhismo."